# Pier Filippo Corneo
Pier Filippo Corneo, o della Cornia o della Corgna, latinizzato come Petrus Philippus Corneus (Perugia, 1419/1420 – Perugia, 19 novembre 1492), è stato un giurista e ambasciatore italiano del XV secolo.

## Biografia
Nacque tra la fine del 1419 e gli inizi del 1420 a Perugia dalla famiglia nobile dei Della Corgna, figlio di Berardo e di Felice di Onofrio Bartolini.
Conseguì il dottorato in utroque iure, poco più che ventenne, nell'università perugina entro il 1444 e si sposò con la figlia del suo docente Giovanni Montesperelli, dalla quale ebbe sei figli.
Insegnò diritto a Perugia dal 1450 al 1468, a Ferrara dal 1469 al 1471, di nuovo a Perugia nel 1472, a Pisa dal 1473 al 1476 e dal 1477 a Perugia. Svolse inoltre vari incarichi di prestigio, tra i quali quello di ambasciatore a Roma nel 1455 in occasione dell'incoronazione di papa Callisto III. Tra il 1456 e il 1457 fu sfiorata a Perugia la guerra civile a causa di una faida tra la famiglia di Pier Filippo, i dalla Cornia, e quella degli Oddi. Nel 1450 Pier Filippo fu inviato da papa Pio II che stava raggiungendo la sua città. Nel 1469 era avvocato del Comune. Nel 1487 risolse, assieme a Baglione Vibi, una lite tra i centri di Foligno e Spello.
Morì nel 1492 a Perugia, dove fu sepolto nella chiesa di San Francesco al Prato.

## Opere
- (LA) Repetitio l. si pascenda pecora, Perugia, Johann Vydenast, 1476.
  - (LA) Repetitio l. si pascenda pecora, Milano, Siena, 1490.
- (LA) Lectura in Codicis l. VI, Perugia, Johann Vydenast, 1477. Riediz. Pavia, 1498 con le Additiones di Lancellotto Decio.
- (LA) Repetitio authenticae "sacramenta puberum", Siena, Heinrich von Haarlem, 1491.
- (LA) Consilia, Perugia, 1501.
  - (LA) Consilia, Venezia, 1534-35.
  - (LA) Consilia, Lione, 1553.
  - (LA) Consilia, Venezia, 1572.
  - (LA) Consilia, vol. 1, Venetiis, [Società dell'aquila che si rinnova], 1582.
  - (LA) Consilia, vol. 2, Venetiis, [Società dell'aquila che si rinnova], 1582.
  - (LA) Consilia, vol. 3, Venetiis, [Società dell'aquila che si rinnova], 1582.
  - (LA) Consilia, vol. 4, Venetiis, [Società dell'aquila che si rinnova], 1582.
  - (LA) Consilia, vol. 5, Venetiis, [Società dell'aquila che si rinnova], 1582.
- (LA) In primam Codicis partem commentarius, vol. 1, Lyon, Jacques Giunta héritiers, 1553.
- (LA) In secundam Codicis partem commentarius, vol. 2, Lyon, Jacques Giunta héritiers, 1553.
- (LA) In secundam Digesti veteris partem commentarius, vol. 3, Lyon, Jacques Giunta héritiers, 1553.
- (LA) [Opere], Lyon, Jacques Giunta héritiers, 1553.

### Manoscritti
- Firenze, Biblioteca Nazionale Centrale, Fondo Nazionale, ms.II.I.315.